# Volkswagen Taro
A Volkswagen Taro, é uma pickup média, produzida pela Volkswagen com base na Toyota Hilux. A Volkswagen Nutzfahrzeuge, está desenvolvendo atualmente um substituto, referido informalmente como Volkswagen Taro II, a fim de competir a partir de 2008 com Nissan Navara e Toyota Hilux, primordialmente em mercados emergentes, apesar do modelo vir a ser produzido também na Alemanha.
Confrontados com o potencial de vendas deste seu modelo, o qual não tem raízes no competitivo segmento das pick-up “puras e duras” – a VW Taro foi um modelo adquirido à Toyota e que, no fundo, era uma Hilux com símbolo diferente na grelha e no volante – o construtor defende que o mercado é muito grande e mesmo que a quota alcançada seja pequena, isso significa sempre muitas unidades vendidas.